# Meradong (district)
Meradong is een district in de Maleisische deelstaat Sarawak.
Het district telt 29.000 inwoners op een oppervlakte van 1100 km².